# Turn Around, Look at Us
A Turn Around, Look at Us című lemez a Bee Gees együttes Ausztráliában megjelent harmadik nagylemeze.
Új számot nem tartalmaz, a korábban kislemezen megjelent számaik szerepelnek az albumon.

## Az album dalai
1. Turn Around, Look at Me (Capehart) – 2:16
2. The Battle Of The Blue and The Grey (Barry Gibb) – 2:05
3. The Three Kisses Of Love  (Barry Gibb) – 1:46
4. Theme From 'The Travels of Jaimie McPheeters'  (Winn, Harline) – 1:51
5. Every Day I Have To Cry (Arthur Alexander) – 2:05
6. I Want Home (Barry Gibb) – 2:24
7. Cherry Red (Barry Gibb) – 3:07
8. All Of My Life (Barry Gibb) – 2:36
9. I Am The World (Robin Gibb) – 2:34
10. I Was a Lover, a Leader Of Men (Barry Gibb) – 3:38
11. Wine and Women (Barry Gibb) – 2:52
12. Peace Of Mind (Barry Gibb) – 2:20

## Közreműködők
- Barry Gibb – ének, gitár
- Robin Gibb – ének, gitár, harmonika
- Maurice Gibb – ének, gitár, basszusgitár, zongora

## Az album dalaiból megjelent kislemezek
- The Battle of the Blue and the Grey / The Three Kisses of Love 1963
- Peace of Mind / Don't Say Goodbye 1963
- Turn Around, Look at Me / Theme from 'The Travels of Jaimie McPheeters' 1964
- Peace of Mind / Don't Say Goodbye 1964
- I Was a Lover, a Leader of Men / And the Children Laughing 1965
- Wine and Women / Follow the Wind 1965
- Cherry Red / I Want Home 1966
- Monday's Rain / All of My Life 1966

EP-k
- Timber! / Take Hold of That Star / The Battle of The Blue and Grey / The Three Kisses of Love 1963
- Wine and Women / Follow the Wind / Peace of Mind / Don't Say Goodbye 1965
- Turn Around, Look at Me / Everyday I Have to Cry / Wine and Women / Peace of Mind 1965
- New York Mining Disaster / I Can’t See Nobody / Spicks And Specks / I Am The World 1967